# Evert Jan Bulder
Evert Jan Bulder (Groningen, 24 december 1894 – Heerenveen, 21 april 1973) was een Nederlands voetballer die als aanvaller speelde.

## Clubvoetbal
Bulder speelde als linksbuiten bij Be Quick waarmee hij elfmaal het Noordelijk kampioenschap voetbal won en waarmee hij in 1920 ook landskampioen werd. Hij debuteerde in het seizoen 1913/1914 en speelde zijn laatste wedstrijd op 11 oktober 1931 in de thuiswedstrijd tegen Leeuwarden. Waar bij zijn debuut Be Quick aan de vooravond stond van een periode van 12 jaar als primus inter pares van het noordelijke voetbal, waren de withemden bij zijn laatste wedstrijd net herstellende van een diepe inzinking die in 1930 zelfs bijna tot degradatie had geleid. Na het afscheid van Bulder was slechts Siebold Sissingh nog over van de gouden generatie.

## Vertegenwoordigend voetbal
Hij nam deel aan de Olympische Zomerspelen in 1920 en speelde in de wedstrijd om de zilveren en bronzen medaille zijn enige wedstrijd voor het Nederlands voetbalelftal. Ook zijn jongere broer Jaap maakte deel uit van die selectie.
Bulder maakte ook af en toe deel uit van de selectie van het noordelijk elftal. Hij heeft onder andere tweemaal meegespeeld in de jaarlijkse semi-interland tegen Noord-Duitsland.

## Bijzonderheden
Bulder heeft zich na zijn afstuderen gevestigd als advocaat te Veendam en is na de oorlog kantonrechter te Zuidbroek geworden.
In 1933 nam hij deel aan de elfstedentocht op de schaats en eindigde als nummer 152.
Hij is gedurende 25 jaar onafgebroken voorzitter van Be Quick geweest. Toen in 1943 de club weigerde een vriendschappelijke wedstrijd in Berlijn te spelen, werd hij door de Duitse bezetter ter verantwoording geroepen in het beruchte Scholtenhuis.
Bulder maakte deel uit van vele besturen en commissies, zowel binnen als buiten de voetbalwereld. Vele jaren is hij gemeenteraadslid geweest te Veendam. Voor de oorlog namens de Liberale Staatspartij en na de oorlog namens de Partij van de Vrijheid en vervolgens voor de VVD. Tevens was Bulder meer dan 25 jaar voorzitter van de "Handelsvereeniging" te Veendam, voorzitter van de opleidingsschool aldaar, lid van het regionale en later ook landelijke bestuur van de ANWB en had hij zitting in vele al dan niet tijdelijke commissies.
Binnen de voetbalwereld was er voor Bulder buiten het bestuurswerk voor Be Quick ook onder andere het lidmaatschap van het bestuur van de KNVB. Jarenlang is hij voorzitter geweest van zowel de Vereniging voor Noordelijke Eersteklassers (NEK) als van de landelijke Vereniging voor Eersteklassers (VEK). Zowel binnen de Groninger Voetbalbond als bij de KNVB is hij jarenlang voorzitter van de beroepscommissie geweest. Daarnaast was hij ook nog voorzitter van de KNVB scheidsrechterscommissie. Op 12 december 1964 werd Bulder vanwege zijn grote verdiensten voor de voetbalsport benoemd tot Bondsridder van de KNVB.

## Palmares
| Nationaal                |     |                                                                  |
| Kampioen van Nederland   | 1x  | 1920                                                             |
| Regionaal                |     |                                                                  |
| Kampioen van het noorden | 11x | 1915, 1916, 1917, 1918, 1919, 1920, 1921, 1922, 1923, 1924, 1926 |
| Groninger Dagbladbeker   | 6x  | 1914, 1919, 1922, 1923, 1925, 1929                               |